# Gargantas de Selja
As gargantas de Selja' ou de Seldja são um desfiladeiro com vários quilómetros onde corre o uádi Selja. Situa-se entre as cidades de Métlaoui e Redeyef, na parte sudoeste da Tunísia, ligando o vale de Gafsa com o planalto de Redeyef.
O leito do uádi, muito sinuoso, muito sinuoso, tem 15 km de extensão e a sua extremidade sul situa-se 10 km a oeste de Métlaoui. O troço mais estreito e mais espetacular, onde o uádi corre entre falésias abrutas que entre 150 e 200 metros de altura, tem cerca de 8 km. A parte mais estreita, conhecida como Coup du Sabre (Golpe do Sabre) é especialmente pitoresca. Segundo a lenda, foi aberto por um príncipe berbere de nome Almançor para fazer uma cama à sua amante Leila, uma princesa que fugia do seu marido. Nas paredes de rocha há vestígios de uma barragem romana que tapava a garganta neste ponto.
De sul para norte, o desfiladeiro começa por uma parte estreita que se abre para uma pequena bacia, para voltar a estreitar-se no Coup du Sabre. Volta depois a alargar, formando um vale verdejante. No final há outra passagem estreita, no fim da qual se encontra a nascente de Ras el Aioun, onde o veterinário militar e geólogo amador Philippe Thomas descobriu os primeiros depósitos de fosfato em 1886.
Os romanos captaram água no vale para fins agrícolas por intermédio de aquedutos. O desfiladeiro ficava na rota das caravanas romanas que ligavam Sbeitla a Gadamés.
As gargantas constituem uma passagem privilegiada para as minas de fosfatos da região de Métlaoui. A linha ferroviária que liga Métlaoui e Gafsa a Sfax, construída em 1896 para o transporte de fosfato, passa pelas gargantas.
Pela sua paisagem única, o local é uma das atrações turísticas da Tunísia. O meio mais popular para as visitas das gargantas é o Lagarto Vermelho (Lézard rouge), um comboio turístico que faz o percurso entre Métlaoui e Redeyef, ao longo de 43 km. O comboio faz várias paragens ao longo do percurso, nomeadamente uma no local onde as gargantas são mais largas, constituindo um circo natural, onde os passageiros podem sair do comboio.
Em setembro de 2009, chuvas muito intensas provocaram a inundação do planalto e as águas escoaram-se para o vale de Gafsa através das gargantas de Selja, provocando grandes estragos à linha férrea. A força da água fez com que vários vagões estacionados ao lado de minas fossem voltados pela corrente. A linha esteve fechada durante cerca de uma ano, enquanto decorreram as reparações.[carece de fontes?]